# Cracu Almăj
Cracu Almăj románul: Cracu Almăj, falu Romániában, a Bánságban, Krassó-Szörény megyében.

## Fekvése
Szikesfalu (Sichevița) közelében fekvő település.

## Története
Cracu Almăj korábban Szikesfalu (Sicheviţa) része volt. 1956-ban vált külön településsé 17 lakossal.
1966-ban 21, 1977-ben 45, az 1992-es népszámláláskor pedig 11 román lakosa volt.